# Nymphon chainae
Nymphon chainae är en havsspindelart som beskrevs av Child, C.A. 1982. Nymphon chainae ingår i släktet Nymphon och familjen Nymphonidae. Inga underarter finns listade i Catalogue of Life.